# GEO (журнал)
GEO — міжнародний науково-популярний журнал, що за тематикою подібний до часопису National Geographic. Видається щомісяця з 1976 року компанією Gruner + Jahr. З'явився в Німеччині, в інших країнах виходить за ліцензією GEO International GmbH. Тематикою статей є географія, історія, культура, етнографія, біологія, психологія і фізіологія, космос, подорожі, біографії. Основний жанр — репортажі. Журнал «GEO» видається німецьким видавництвом Gruner + Jahr зі штаб-квартирою в Гамбурзі, що належить німецькій компанії Bertelsmann зі штаб-квартирою в Гютерсло з 1976 року. Сумарний тираж журналу у Франції та Німеччині становить понад 0,5 млн примірників.

## Історія
Перше міжнародне видання за межами Німеччини «GEO France» з'явилось у Франції 1979 року (видає Prisma Presse). Журнал став настільки популярним, що видавничий дім Prisma Presse зайняв другу сходинку в країні за обсягом друкованої продукції. З 1980-х років до теми подорожей і країнознавства додаються теми, пов'язані з майбутнім людства: екологія та навколишнє середовище, демографія і географія населення, використання природних ресурсів, проблеми нестачі продовольства. Таким чином журнал починає піднімати важливі громадські питання. Другою країною після Франції, де 1987 року став виходити журнал «GEO Spain» стала Іспанія.
Пізніше журнал почав експансію на інші ринки, особливо Східної Європи й Азії. 1998 року журнал почали видавати в Росії (публікація припинена 2018 року). 2004 року журнал починає виходити в Угорщині, Чехії, Хорватії, Туреччині, Словаччині, Румунії й Італії; 2006 року — в Словенії та Греції. З часом — в Болгарії, Естонії, Фінляндії, Індії (26 липня 2013 року Outlook Group оголосила, що припиняє друк журналів «GEO», «People» та «Marie Claire» в Індії, а їхня ліцензія не буде продовжена), Японії, Кореї, Литві, Латвії та Бразилії.
У німецькій версії журналу є кілька спеціальних видань:
- «GEO Saison» — тематичний журнал, присвячений туризму;
- «GEO Special» — тематичний журнал про окремі країни або міста;
- «GEO Wissen» та «GEO Kompakt» — тематичні журнали, присвячені науковій проблематиці;
- «GEO Epoche» — журнал про історію;
- «GEOlino» — адаптоване видання для дітей, закрите 1996 року.

Окрім журналів, портфоліо GEO складається з мерчандайзингу ілюстрованих книги з матеріалів GEO, енциклопедії GEO, календарів тощо.

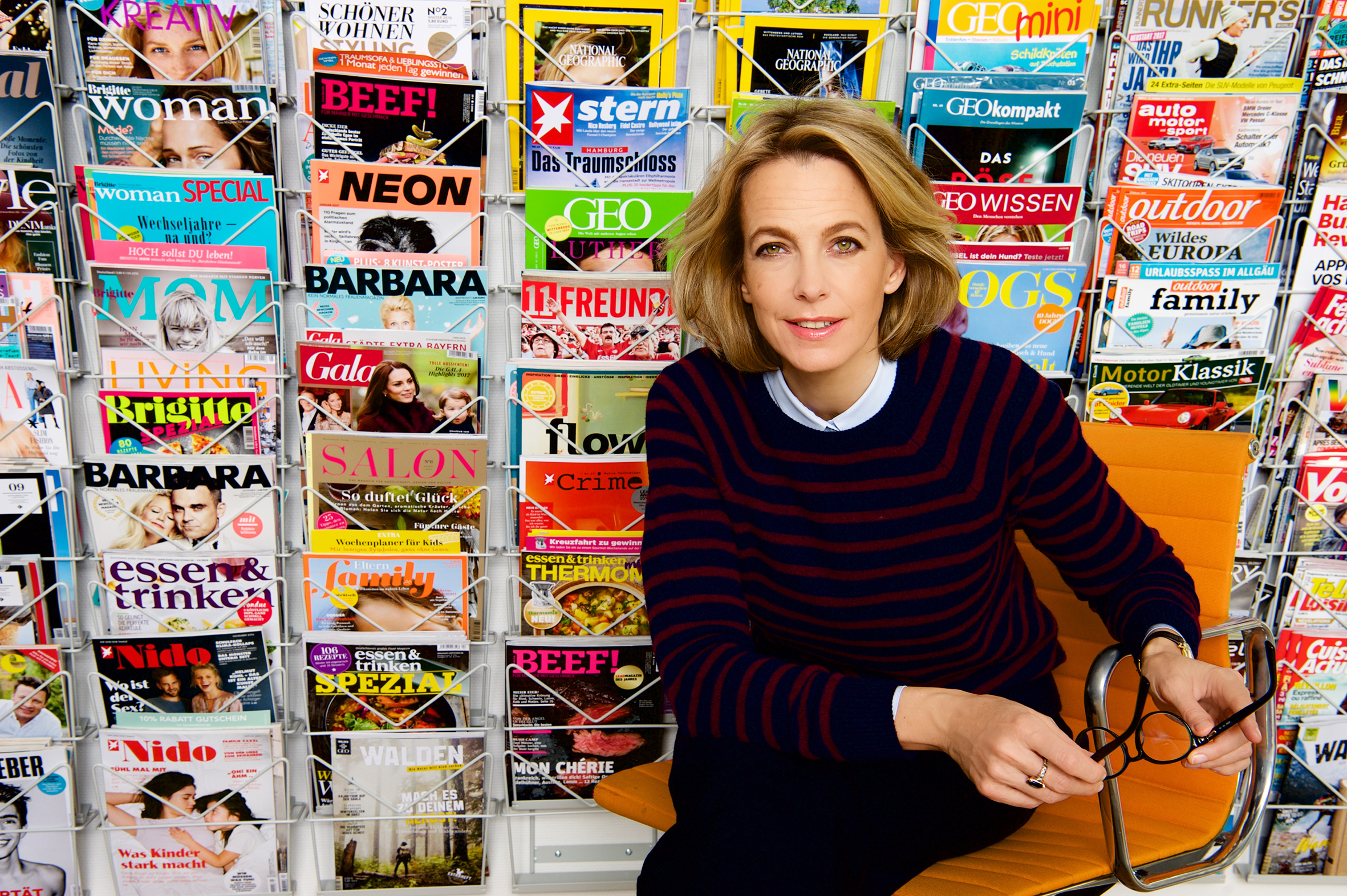
Менеджер видавничого дому Gruner + Jahr Юлія Якель поруч із друкованою продукцією
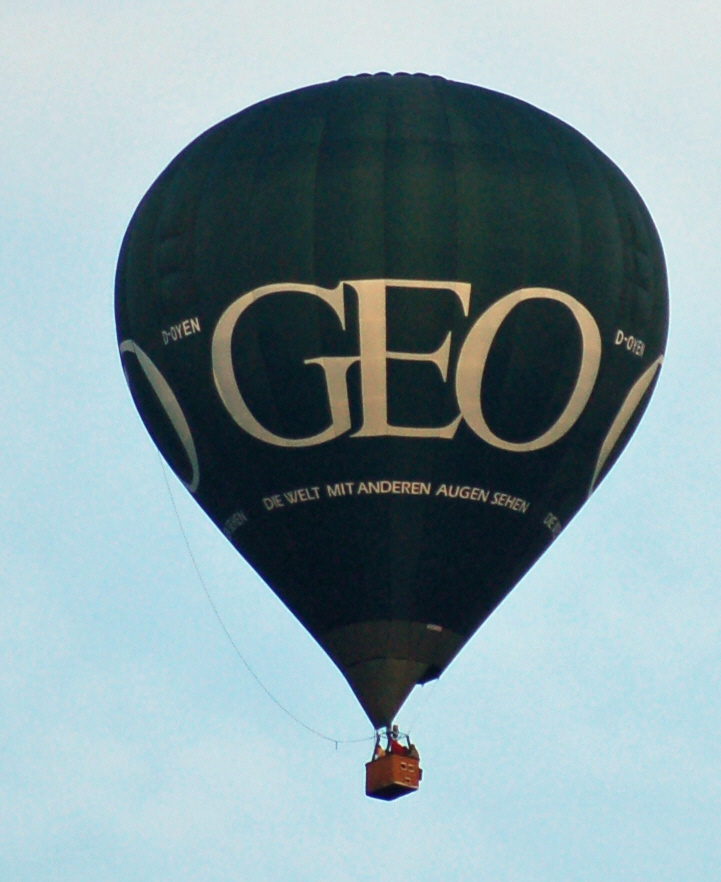
Повітряна куля з рекламою журналу
Логотип телеканалу

За останні 20 років журнал значно втратив у накладі. 2020 року було продано 167,4 тис. примірників. Скорочення з 1998 року кількості проданих примірників становить 67,8 %. Частка передплатників у проданому тиражі становить 71,2 %.

### В Росії
Російською мовою в Росії журнал «GEO Россия» почала видавати у березні 1998 року місцева редакція. Темою першого номеру стали замки Луари. Того ж року журнал став спонсором інтелектуальної телегри «Що? Де? Коли?», а її телеведучий Володимир Ворошилов становив авторські питання для сектора «Зеро», користуючись матеріалами журналу. 2003 року з'явилась російська версія адаптованого видання для дітей — «ГЕОлёнок». З грудня 2003 по жовтень 2006 року виходив журнал «GEOFocus» — інформаційно-пізнавальне видання про історію, архітектуру, біологію, техніку, спорт та інше. 2004 та 2005 року вийшло 3 спеціальних номера з найкращими матеріалами. Від 2004 року чотири рази на рік виходили номери «GEO Traveller» — видання для мандрівників. Окрім того щорічно виходили підбірки найкращих матеріалів за рік — «The Best of GEO».
24 листопада 2009 року було офіційно оголошено про продаж російського підрозділу «Gruner + Jahr» німецькому видавництву Axel Springer Russia. У зв'язку із законодавчими обмеженнями для іноземних власників ЗМІ (не можуть володіти більш ніж 20 % компанії) Axel Springer у вересні 2015 року продав свій російський підрозділ власнику видавничого дому Artcom Media. Новий власник закрив журнали групи GEO, у грудні 2015 року вийшов заключний номер, а редакція розпущена.
30 березня 2016 року медіагрупа ACMG оголосила про підписання договору з видавничим домом Gruner + Jahr щодо поновлення друку російськомовної версії журналу. Через значні борги і конфлікт редакції з видвцем у вересні 2018 року друк журналу було припинено.
Головні редактори журналу
- 1998 — Дмитро Якушкін
- 1998—1999 — Олександр Велічкін
- 1999—2003 — Катерина Семіна
- 2003—2007 — Володимир Потапов
- 2008 — Геннадій Мутасов
- 2008—2018 — Володимир Єсипов
- 2018 — Шалва Куртишвілі

## Телеканал
Журнал має власний телевізійний канал Geo Television, що веде мовлення в німецькомовному медійному регіоні DACH.

### Архівні вебсайти
- Російська редакція.
- Чеська редакція.
- Грецька редакція.
- Італійська редакція. (ISSN 1122-3308)
- Литовська редакція.
- Румунська редакція.
- Словацька редакція.

Шаблон:Науково-популярні журнали